# Xã Norway, Quận Roberts, Nam Dakota
Xã Norway (tiếng Anh: Norway Township) là một xã thuộc quận Roberts, tiểu bang Nam Dakota, Hoa Kỳ. Năm 2010, dân số của xã này là 112 người.